# Elisabeth Lovrek
Elisabeth Lovrek (* 31. Dezember 1958 in Wien; geborene Elisabeth Hardegg) ist eine österreichische Juristin und Richterin im Ruhestand. Sie war von 1. Juli 2018 bis 31. Dezember 2023 Präsidentin des Obersten Gerichtshofs und war zuvor seit 2015 dessen Vizepräsidentin.

## Leben
Elisabeth Lovrek wurde am Silvestertag 1958 in Wien geboren. Dort besuchte sie auch die Schule und erlangte 1977 die Reife- und Diplomprüfung. Anschließend begann sie an der Rechtswissenschaftlichen Fakultät der Universität Wien das Studium der Rechtswissenschaften und wurde 1981 zur Doktorin der Rechtswissenschaften (Dr. iur.) promoviert. Direkt im Anschluss daran begann Lovrek die Ausbildung zur Richterin und wurde Richteramtsanwärterin.
Ab dem Jahr 1987 wurde Elisabeth Lovrek schließlich als Richterin am Bezirksgericht Innere Stadt in Wien eingesetzt. 1990 stieg sie zur Richterin am Landesgericht für Zivilrechtssachen Wien auf, 8 Jahre später wurde sie auf eine Planstelle am Oberlandesgericht Wien berufen. 2003 wurde Lovrek schließlich Hofrätin am Obersten Gerichtshof, dem österreichischen Höchstgericht der ordentlichen Gerichtsbarkeit.
2015 wurde sie von Bundespräsident Heinz Fischer zur Vizepräsidentin des Obersten Gerichtshofs ernannt. Bis dahin war es ein „ungeschriebenes Gesetz“ gewesen, dass nur Senatspräsidenten des OGH zum Vizepräsidenten des OGH berufen wurden. In diesem Fall entschlossen sich Justizminister Wolfgang Brandstetter und Bundespräsident Fischer aber dazu, der zu diesem Zeitpunkt nur als Hofrätin, also „einfache“ Richterin am OGH, tätigen Elisabeth Lovrek den Vorzug zu geben. Sie wurde somit als erste Hofrätin direkt zur Vizepräsidentin des OGH ernannt, ohne zuvor Senatspräsidentin gewesen zu sein.
Ende Mai 2018 wurde bekannt, dass sich Elisabeth Lovrek als einzige Kandidatin für die Nachfolge des mit Ende Juni altersbedingt aus dem Amt ausscheidenden OGH-Präsidenten Eckart Ratz beworben hatte. Lovrek wurde daher von Justizminister Josef Moser dem Bundespräsidenten als Präsidentin des Obersten Gerichtshofs vorgeschlagen. Nach der Ernennung durch Bundespräsident Alexander Van der Bellen wurde Elisabeth Lovrek mit 1. Juli 2018 der zweite weibliche Präsident in der Geschichte des OGH. Mit Brigitte Bierlein am Verfassungsgerichtshof und Elisabeth Lovrek am Obersten Gerichtshof waren somit zum Zeitpunkt ihrer Ernennung erstmals in der österreichischen Geschichte zeitgleich an zwei der drei Höchstgerichte Frauen als Vorsitzende im Amt. In ihrem Antrittsinterview mit der Tageszeitung Die Presse auf diesen Umstand angesprochen betonte sie, dass sie sich „über jede qualifizierte Frau in Spitzenpositionen“ freue, „aber nur weil man Frau ist, soll[te] man nicht dorthin gelangen“.
Seit dem 1. März 2023 ist Elisabeth Lovrek zudem die Vorsitzende des Universitätsrates der Universität Wien für die Funktionsperiode bis Februar 2028. Sie folgt in dieser Funktion damit auf Eva Nowotny, die dieses Amt zuvor seit 2013 bekleidet hatte.